# Anolis ernestwilliamsi
Anolis ernestwilliamsi (аноліс Ернеста) — вид ігуаноподібних ящірок родини анолісових (Dactyloidae). Ендемік Британських Віргінських Островів. Вид названий на честь американського герпетолога Ернеста Едварда Вільямса.

## Поширення і екологія
Аноліси Ернеста є ендеміками крихітного острівця Керрот-Рок, розташованого на південь від острова Петер. Цей острівець являє собою скелю, місцями порослу кактусами та іншою рослинністю.

## Збереження
МСОП класифікує цей вид як такий, що перебуває на межі зникнення. За оцінками дослідників, популяція Anolis ernestwilliamsi становить менше 250 дорослих особин. Їм загрожує руйнівні шторми та підвищення рівня моря, а також можлива поява на Керрто-Році Anolis cristatellus з сусіднього острова Петер, що може призвести до гібридизації та конкуренції.